# Топильнянське селянське заворушення
Топильнянське селянське заворушення — виступ селян с. Топильної (тепер Шполянського р-ну Черкас. обл.) проти насильницького відмежування їхніх земель від поміщицьких, внаслідок якого вони втрачали 317 десятин землі, що нею користувалися за інвентарними правилами 1847—48. Починаючи з 31.V (12.VI) 1873 селяни кілька разів виганяли з села мирового посередника і землеміра. 25.VI (7.VII) до села прибув з двома ескадронами драгунів київ. віце-губернатор, який сподівався з допомогою солдатів здійснити грабіжницьке розмежування. Селяни вчинили опір. Проте заворушення було придушено, 107 селян віддано до суду.